# Horsfieldia sabulosa
Horsfieldia sabulosa là một loài thực vật thuộc họ Myristicaceae. Loài này có ở Brunei và Malaysia.